# Branko Stanković (slikar, 1952)
Branko Stanković (Slavonska Požega, 1952) srpski je slikar i dizajner koji trenutno živi i stvara u Beogradu.

## Biografija
Završio dizajnersku školu za industrijsko oblikovanje u Beogradu 1971. godine kod profesora Branka Subotića, Radenka Miševića, Ljubomira Pavićevića, Nikole Masnikovića, Miloša Gvozdenovića i ostalih. Nakon toga je završio Višu pedagošku školu u Beogradu 1979. godine, odsek za nastavnike likovnog vaspitanja u klasi Zdravka Vajagića. Usavršavao se u periodu 1979—1990. godine u Umetničkom paviljonu na Starom sajmištu u Beogradu kod Mihaila Stanića, Miće Popovića, Marija Maskarelija, Fila Filipovića, Miloša Gvozdenovića i Dragana Vasića.
Od 1974. do 1976. godine radio je kao samostalni dizajner u štampariji u Gračanici, BiH. Nakon toga, u periodu 1979—81. radio je kao nastavnik likovnog vaspitanja u Beogradu, da bi sledećih 9 godina (1981—90) radio kao likovni urednik u Beogradu. Od 1990. godine do danas, kao samostalni umetnik radi u svom ateljeu u Sremčici i Sutomoru.
Član je ULUPUDS-a. od 1985. godine. Od 1984. do 2006. učestvovao je u radu više likovnih kolonija u Srbiji i Crnoj Gori. Radio je na izvođenju više monumentalnih mozaika (fabrika 1. maj u Pirotu,...), slikao i restaurirao ikone (crkva Svete Tekle i crkva Svete Marije u Sutomoru). Pisao je kritike za izložbe (Neophodnost promene, Bogoopštenje-Negosava Pavlović), učestvovao na donatorskim aukcijskim izložbama (Homer u Hajatu, Srećno dete).
Dobitnik je više autorskih-otkupnih nagrada za grafički dizajn, logotip i vizuelni identitet (Trade-Trans-Beč, Centar za genetiku-Zagreb, Jugobicikl-Beograd).

## Stvaralaštvo i filozofija
Prvenstveno slika ulja na platnu, srednjih i većih formata. Kada je reč o tematici, prvenstveno preovladavaju pejzaž, portret i ponekad figuralna apstrakcija, iskazani u nekoj vrsti lirskog ekspresionizma sa uvek naglašenim koloritom. Njegove slike često imaju primorski motiv i prirodu, ali obavezno i građevinu, a zajednička im je plava boja i obilje svetla koji ponekad imaju zadatak da definišu ili približe više ili manje deformisane predmete.
Umetnički razvoj i faze:
- nadrealizam ili sirealizam (JA, Cvijeta Zuzorić, ULUS 1981; Prizivanje, 4. Otvoreni oktobarski salon 1981)
- grafika/serigrafije/: perocrtež u serigrafiji najviše sa primorskim motivima
- apstraktna faza: boja-terpentin-platno, sa slučajnim efektima i naknadnom intervencijom u tehnici lazura (trajala je od 1984. do 1988)
- Najveći broj ulja nastao je pod uticajem ekspresionizma sa naglašenim koloritom i lirskim izrazom. To su pejzaži u kojima je ponekad prisutna i ljudska figura. Motivi su uvek autentični, zelenog ili plavičastog kolorita, sa prizorima livada ili primorskog krša. Slike: Livada I-V, Grad, Maslina, Na ostrvu, Razgovor, Grm, Zagrađe, Na poljani, Stari Bar II...

U svojim 20-im godinama počeo je sa izučavanjem filozofije i književnosti Indije, Kine, Japana. Međutim, kasnije na njega veliki utisak ostavljaju savremeni filozofi, među kojima su Berđajev, Solovjov, Sioran i drugi. Ne može se reći da se to baš na prvi pogled sve odražava i na njegovim slikama, ali nesumnjivo da ima svoje mesto u eshatološkom poimanju sveta i ličnog učešća u njemu, a samim tim posredno i na slikama. Ako je umetnost — u ovom slučaju slika — „naša obmana“, koja je prerađena i sublimirana od strane „neurotičnog umetnika“, onda prihvatamo i tvrdnju da takva obmana predstavlja veću stvarnost i istinu od one sirove osnove koja nas na okružuje... Samim tim, u svakoj kreativnosti Stanković vidi isključivo težnju za večnim životom i ličnim usavršavanjem kao jedinom opravdanju života i našeg ograničenog postojanja u njemu. Njegove namere, kako u životu, tako i u umetnosti, nisu ništa drugo osim prihvatanja ljudske sudbine i aktivnog udela u njoj prema svojim snagama i mogućnostima.
Kao pobornik hrišćanskog egzistencijalizma, napisao je knigu Obasjanje i svojim „angažovanim” vizuelnim kreacijama aktivno učestvovao u antikomunističkom pokretu 90-ih godina u Beogradu.
Od izvedenih, realizovanih i otkupljenih dela najviše je iz oblasti grafičkog dizajna: logotipi firmi, oprema knjiga, prospekti, katalozi, plakati, značke, mozaici, murali...
Ulja Branka Stankovića se nalaze u mnogim privatnim zbirakama u Srbiji, Švedskoj, Nemačkoj, Australiji, Americi i Kanadi.

## Izložbe

### Samostalne izložbe
- 1984. Ulja na platnu, galerija Sv sava, Beograd
- 1985. Pejsaži, galerija SO Stari grad, Beograd
- 1995. Višak iskrenosti, galerija Kolarac, beograd
- 1998. Aura plavog, galerija Vračar, Beograd[3]

### Kolektivne izložbe
- 1981. Izložba ULUS-a, galerija Cvijeta Zuzorić, Beograd
- 1981. Majska izložba likovnih umetnika Novog Beograda, galerija 11. april
- 1981. Otvoreni Oktobarski salon, galerija Pinki-Zemun
- 1982. Majska izložba Likovnih umetnika Novog Beograda, galerija 11. april
- 1985. Izložba članova ULUPUDS-a, galerija Singidunum, Beograd
- 1990. Miroslavljevom jevanđelju, Narodni muzej Beograd
- 1991. Likovni mart, galerija Singidunum, Beograd
- 1992. Homer, galerija hotel Hajat, Beograd
- 1996. Narodni muzej i ULUS — Dečija klinika, Beograd
- 1998. Izložba članova ULUS-a, Muzej 25. maj, Beograd
- 1998. Majska izložba Likovnih umetnika Novog Beograda, galerija 11. april
- 2000. Majska izložba Likovnih umetnika Novog Beograda, galerija 11. april
- 2001. Majska izložba Likovnih umetnika Novog Beograda, galerija 11. april
- 2002. Barski ljetopis, galerija-dvorac kralja Nikole, Bar
- 2006. Izložba kolonije Rajac, galerija Veselin Masleša, Beograd
- 2008. Sremčica kao likovna inspiracija, Galerija Trag
- 2008. Hronika likovne Sremčice, Galerija 73, Beograd
- 2008. Hronika likovne Sremčice, Šabac[3]

## Spoljašnje veze
- „Branko Stanković, Izložba slika”. Youtube. Приступљено 18. 12. 2017.